# Nedožery-Brezany
Nedožery - Brezany (allemand : Untermaut, hongrois : Nádasérberzseny) est un village de Slovaquie situé dans la région de Trenčín.

## Histoire
La première mention écrite du village date de 1429.

## Démographie

### Évolution de la population
| Année:               | 1994. | 2004.   | 2014.   | 2024.   |
| -------------------- | ----- | ------- | ------- | ------- |
| Nombre de personnes: | 1828  | 1940    | 2110    | 2054    |
| Différence:          |       | +6,12 % | +8,76 % | -2,65 % |

| Année:               | 2023. | 2024.   |
| -------------------- | ----- | ------- |
| Nombre de personnes: | 2062  | 2054    |
| Différence:          |       | -0,38 % |